# Jaromír Jirsa
Jaromír Jirsa (* 5. května 1966 Praha) je český soudce. V letech 2002–2008 byl prezidentem Soudcovské unie České republiky. Působil jako místopředseda pro obchodní úsek Městského soudu v Praze a na podzim roku 2015 se stal soudcem Ústavního soudu České republiky. Zabývá se zejména civilním procesním právem.

## Život
Jaromír Jirsa nejdříve vystudoval Gymnázium Nad Štolou a poté nastoupil na Právnickou fakultu Univerzity Karlovy v Praze, kde promoval v roce 1989. Doktorem práv se stal v roce 2005.
Do justice nastoupil v lednu roku 1990 jako justiční čekatel na Obvodním soudu pro Prahu 8 a na tomto soudu vykonal celou svou čekatelskou praxi. Po složení justičních zkoušek byl v roce 1992 jmenován soudcem a v lednu roku 1993 byl přidělen k Obvodnímu soudu pro Prahu 8, kde působil až do roku 1999. Zabýval se především spory restitučními, rodinnými a bytovými a v neposlední řadě spory o náhradu škody na zdraví. V letech 1999 až 2007 pracoval na Obvodním soudu pro Prahu 1, kde vykonával funkci místopředsedy soudu. V roce 2007 přešel k Městskému soudu v Praze a na pracovišti Slezská byl od roku 2008 do roku 2015 jeho místopředsedou.
V roce 2002 byl jmenován prezidentem Soudcovské unie ČR a tuto funkci zastával až do roku 2008. Je trvalým členem expertních komisí při Ministerstvu spravedlnosti pro civilní proces a v roce 2010 se stal jejím předsedou.
V roce 2015 přijal nabídku prezidenta Miloše Zemana na pozici soudce Ústavního soudu ČR, prezident jej na funkci ústavního soudce oficiálně navrhl Senátu PČR dne 7. srpna 2015 a ten 23. září se jmenováním vyslovil souhlas. Jmenován pak byl 7. října.
Jaromír Jirsa je ženatý a má dvě děti.

## Přístup k právu
Jaromír Jirsa je zastáncem názoru, že při rozhodování soudních sporů by se měl soudce řídit především tzv. selským rozumem. Dlouhodobě odmítá tzv. soudcovský formalismus a upřednostňuje přirozený a materiální přístup k právu.
Soudní spory vyřizuje rychle a je příznivcem smírných řešení; během přípravného jednání se mu smírem podaří ukončit asi polovinu věcí pod heslem „normální je nesoudit se“. Prosazuje například zveřejňování rozsudků v plném neanonymizovaném znění na internetu. Důsledně se ve své rozhodovací praxi řídil zásadou rozhodnutí při jediném jednání. Soudní rozhodnutí nejsou pode něj určeny pro právníky, ale především pro účastníky řízení a laiky.

## Publikační a přednášková činnost
Soudce Jirsa se dlouhodobě věnuje publikační, lektorské, přednáškové a pedagogické činnosti zejména v oboru procesního civilního práva a to především pro Justiční akademii, Českou advokátní komoru, Exekutorskou komoru ČR, Jednotu českých právníků, Soudcovskou unii, Unii podnikových právníků a další subjekty. Jaromír Jirsa je pedagogem na katedře práva Vysoké školy manažerské informatiky, ekonomiky a práva.
Je členem redakční rady časopisu Soudce a právnického portálu Právní prostor. Pravidelně publikuje zejména v časopisech Soudce, Právní rozhledy, Bulletin advokacie, Zpravodaj Jednoty českých právníků nebo Právní rádce.
Kromě publikování článků ve výše zmíněných časopisech je také autorem/spoluautorem řady odborných publikací, mezi které patří:
- Novinky v civilním řízení soudním, Lexis Nexis CZ, 2005
- Klíč k soudní síni (spoluautorství), Lexis Nexis CZ, 2006
- Škoda na zdraví (kritická studie – spoluautorství), Havlíček Brain Team, 2006
- Stručný soudní průvodce, Havlíček Brain Team, 2006, 2008
- Slovník justičního slangu, Havlíček Brain Team, 2007
- e-learningové texty pro Justiční akademii v rámci projektu E-learning Education for Judiciary

Byl hlavním vedoucím autorského týmu a hlavním autorem učebnice k celému „novému občanskému zákoníku“ a občanskému soudnímu řádu (pro Justiční akademii). Byl také vedoucím autorského kolektivu a hlavním autorem pětidílného soudcovského komentáře k občanskému soudnímu řádu: Občanské soudní řízení (soudcovský komentář), Havlíček Brain Team, Praha, 2014.
V roce 2010 mu byla udělena Jednotou českých právníků bronzová medaile Antonína Randy za přednáškovou a publikační činnost v oboru civilního procesního práva.